# 海蔵寺

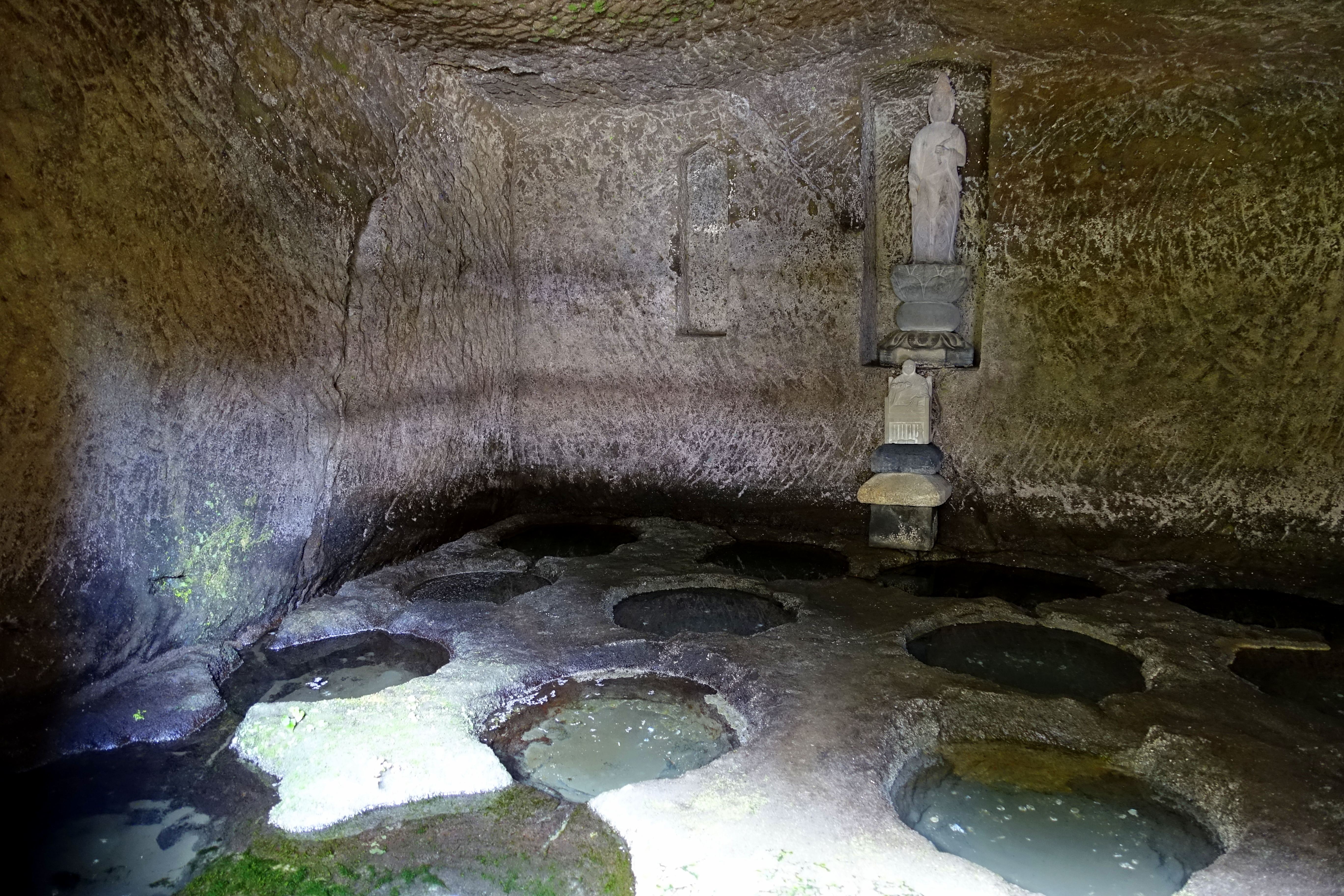
「十六の井」床面に16の丸穴がある

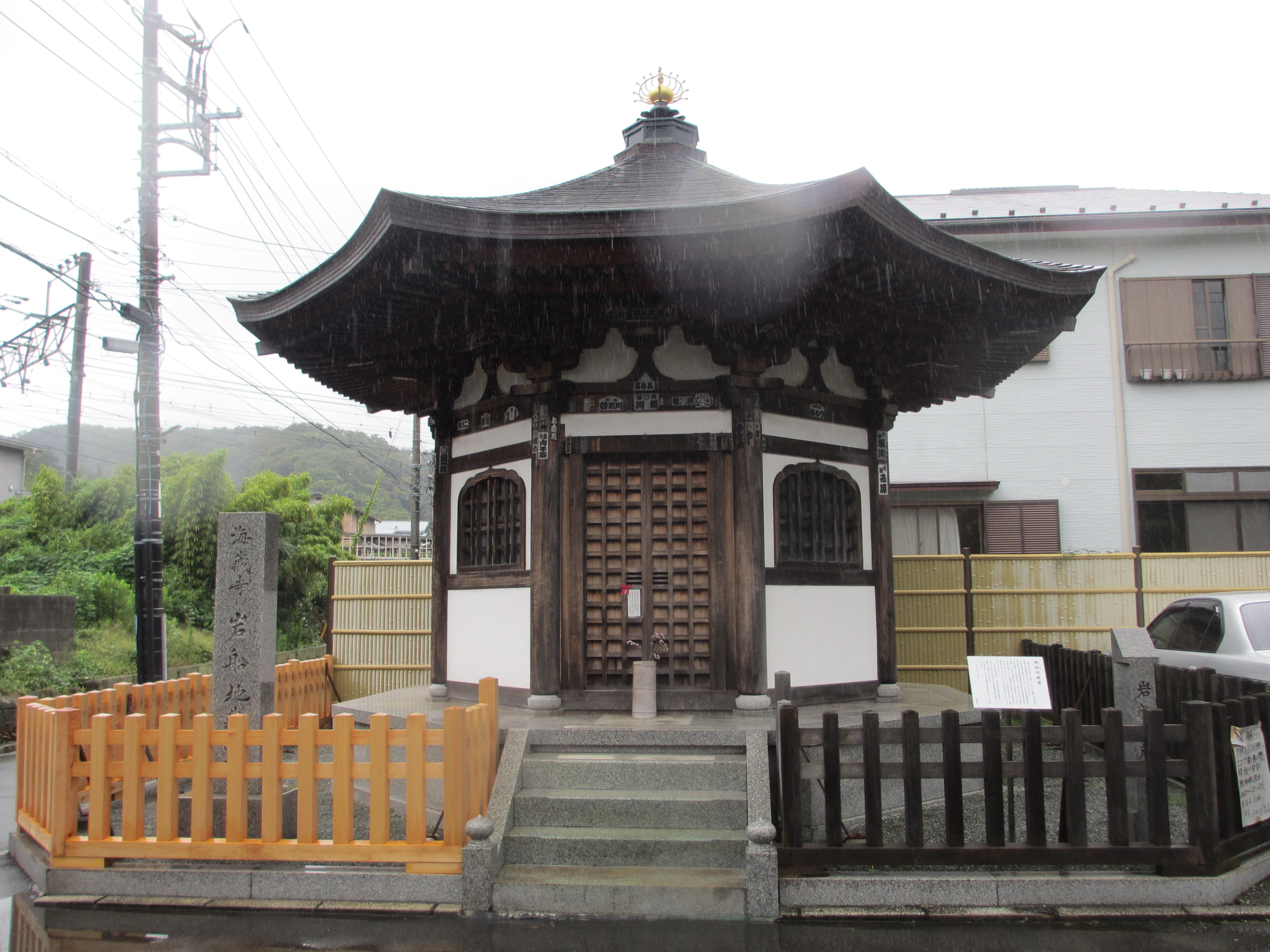
岩船地蔵堂（扇ガ谷3-3所在、海蔵寺管理）

海蔵寺（）は、神奈川県鎌倉市扇ガ谷にある臨済宗建長寺派の寺院。山号は扇谷山（）。本尊は薬師如来。

## 歴史
建長5年（1253年）に宗尊親王の命により藤原仲能が創建し、鎌倉幕府滅亡時に焼失、応永元年（1394年）に上杉氏定の開基、心昭空外を開山として再興されたと伝えられる。

## 境内
山門
四脚門。修理時に台輪（柱上に渡す水平材）から応仁2年（1468年）の墨書が発見されたが、現在の門は大部分の材が江戸時代のものとなっている。
本堂
十一面観音を安置。本堂裏手には、現住職が造営した石庭がある（非公開）。
薬師堂
寄棟造、桟瓦葺き。禅宗様を基調とし、内部は土間とする。正面仏壇に薬師三尊像と十二神将像を安置し、堂内右側には伽藍神像、左側には位牌を安置する。堂は安永6年（1777年）または同7年に鎌倉の浄智寺から移築したものと伝える。天正5年（1577年）の棟札が残るが、移築時に大幅な修理が加えられている。本尊薬師如来坐像の胎内には、源翁和尚（空外）が赤児の泣き声を頼りに土中から掘り出したと伝える仏面を納めており、その伝説から啼薬師（）、児護薬師（）と通称する。
庫裏
2階建て、出桁造で、江戸時代の建立である。
底脱の井（）
寺の入口にあり、鎌倉十井の一とされている。安達泰盛の娘千代能が「千代能がいただく桶の底ぬけて水たまらねは月もやどらず」と詠んだことが由来と伝える。上杉家の尼が「賎の女が戴く桶の底ぬけてひた身にかかる有明の月」と詠んだことによるとの異説もある。
十六の井
「十六井戸」とも。薬師堂裏手の岩窟内にある。岩窟の床面に縦横各4列、計16の丸穴があり、水が湧き出している。井戸ではなく、納骨穴とも、十六菩薩になぞらえたものとも言うが、正確なことは不詳である。岩窟の正面奥壁には観音菩薩像と弘法大師像を祀る。他に嘉元4年（1306年）銘の阿弥陀三尊像板碑が壁面に安置されていたが、鎌倉国宝館に寄託されている。
花暦
よく手入れされた境内に咲く四季の花の美しいことでも知られる。早春の梅、夏のノウゼンカズラ・キキョウ、初秋のハギ、冬のスイセン・フクジュソウなど。

## 所在地
- 神奈川県鎌倉市扇ガ谷4-18−8
- 「十六の井」の拝観は100円